# Cornwall, New York
Cornwall är en kommun (town) i Orange County i den amerikanska delstaten New York med en yta av 73 km² och en folkmängd, som uppgår till 12 827 invånare (2000). Cornwall, som grundades år 1788, innefattar även byn Cornwall-on-Hudson.